# Уэхукар
Уэху́кар (исп. Huejúcar) — небольшой городок в Мексике, в штате Халиско, входит в состав одноименного муниципалитета и является его административным центром. Численность населения, по данным переписи 2020 года, составила 5949 человек.

## Общие сведения
Название Huejúcar с языка науатль можно перевести как: в зарослях ив.
До прихода испанцев в этих местах проживали племена индейцев тибультеков и гуачичилей.
В 1530 году регион был завоёван конкистадорами во главе с Педро Альминдесом Чирино.
20 ноября 1562 года испанцами была основана энкомьенда Уэхукар для укрощения аборигенов.
В 1789 году поселение получает статус посёлка, а 24 сентября 1873 года — статус вильи.
Уэхукар расположен на севере штата Халиско в 250 км от столицы штата, города Гвадалахара, на федеральной трассе 23.

## Население
| Год  | Численность | Численность |
| ---- | ----------- | ----------- |
| 2000 | 3374        | [ 7 ]       |
| 2005 | 2958        | [ 8 ]       |
| 2010 | 3647        | [ 9 ]       |
| 2020 | 3762        | [ 10 ]      |